# Nahoruby
Nahoruby (Duits: Nahorub) is een Tsjechische plaats in de gemeente Křečovice, regio Midden-Bohemen, en maakt deel uit van het district Benešov. Het dorp ligt op 3 kilometer afstand van Křečovice.
Nahoruby telt 105 inwoners (2021).

## Geschiedenis
De eerste schriftelijke vermelding van het dorp dateert van 1012.
Tijdens de Tweede Wereldoorlog was het dorp onderdeel van het militaire oefenterrein van de Waffen-SS Benešov. Op 31 december 1943 moesten de inwoners daarom noodgedwongen hun huizen verlaten.
In 1960 werd Nahoruby, samen met Křečovice, ingedeeld bij het district Benešov.

## Verkeer en vervoer

### Autowegen
Er leidt een regionale weg naar het dorp.

### Spoorlijnen
Er is geen station in Nahoruby. Het dichtstbijzijnde station is in Štětkovice, op zo'n zeventien kilometer afstand. Dat station ligt aan de spoorlijn van Benešov naar Vlašim.

### Buslijnen
Er zijn drie bushaltes in/bij het dorp:
| Halte                        | Lijn | Traject              | Vervoerder   |
| ---------------------------- | ---- | -------------------- | ------------ |
| Křečovice, Nahoruby          | 756  | Křečovice - Neveklov | CŠAD Benešov |
| Křečovice, Nahoruby, Mlačina | 756  | Křečovice - Neveklov | CŠAD Benešov |
| Křečovice, Nahoruby, Rozchod | 756  | Křečovice - Neveklov | CŠAD Benešov |

## Bezienswaardigheden
- Monument voor de Slag bij Živohošť , op de heuvel ten noorden van het dorp

## Galerij

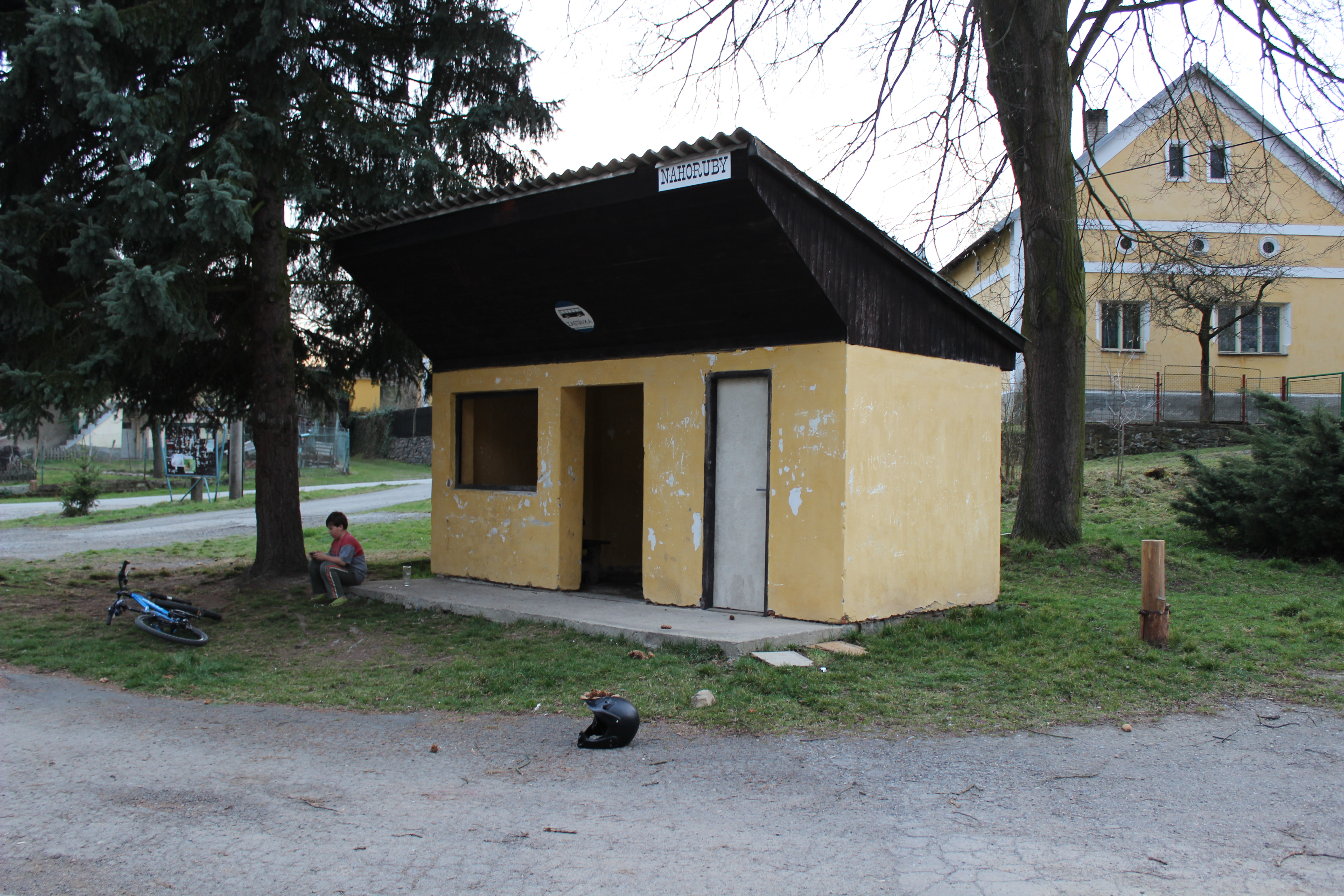
Bushalte in het dorp (2014)
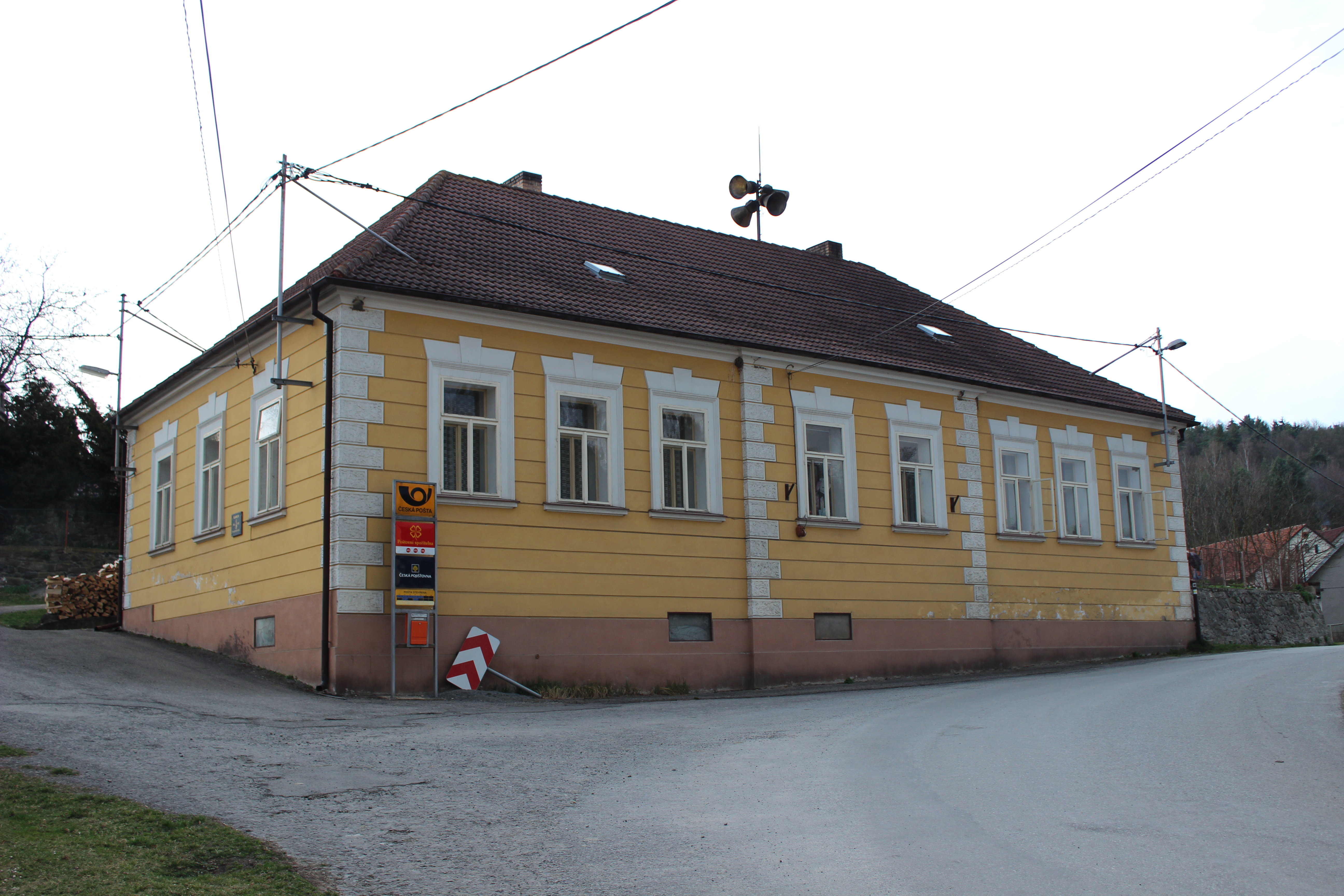
Huis in het dorp (2014)